# Amelco
Amelco (Teledyne Amelco) — американская компания — производитель полевых транзисторов и аналоговых интегральных схем (ИС), основанная в 1960 венчурными капиталистами Генри Синглтоном и Джорджем Козмецки. Amelco была одной из первых компаний военно-промышленного конгломерата Синглтона и Козмецки, ставшего известным под именем Teledyne. В первой половине 1960-х годов Amelco была первым, и крупнейшим для того времени поставщиком аналоговых ИС для ВПК США. Ядро компании, сменив несколько собственников и несколько названий, в 2007 году продолжало работать как структурное подразделение Microchip Technology.
Среди оригинальных разработок Amelco — первый в мире интегральный аналого-цифровой преобразователь и первая цифровая оптоэлектронная схема (триггер с оптической защёлкой).

## История
В 1957 году «вероломная восьмёрка» ведущих инженеров и менеджеров ушла из Shockley Semiconductor Laboratory и основала Fairchild Semiconductor. К 1960 году Fairchild стала лидером рынка дискретных биполярных транзисторов. Сама же «восьмёрка» развалилась: Роберт Нойс и Гордон Мур фактически захватили контроль над компанией, отстранив партнёров от принятия решений . Джей Ласт и Жан Эрни не без основания считали себя несправедливо обойдёнными, а стратегию Мура, продвигавшего сверхпроводники и СВЧ-приборы — бесперспективной. Ласт и Эрни продали свои акции Fairchild ещё в 1959 году.
Летом 1960 года вице-президенты Litton Industries Генри Синглтон и Джордж Козмецки при поддержке Hayden, Stone & Co. основали собственную электронную компанию, Teledyne. Чтобы не нарушать соглашение о неконкуренции c Litton, Синглтон и Козмецки сосредоточились на микроэлектронике. «Нижний уровень» их бизнес-плана предусматривал работу на военный заказ исключительно силами собственного производства. На «верхнем» было две цели — во-первых, построение крупного военно-промышленного бизнеса (авиаприборы, системы инерциальной навигации, системы связи), во-вторых — построение рядом с ним конгломерата по образцу Litton Industries.
Партнёры присмотрели себе производственную площадку, готовую к переоборудованию в современное (для того времени) полупроводниковое производство, рядом с основной площадкой Fairchild в Маунтин Вью, — и переманили к себе Ласта и Эрни. 31 января 1961 Ласт и Эрни ушли из Fairchild в Amelco и фактически возглавили её. Вскоре к ним присоединились Джин Кляйнер и Шелдон Робертс — итого, в Amelco сосредоточилась половина «вероломной восьмёрки». Нойс был в ярости, но, поскольку Amelco не пыталась конкурировать с Fairchild на её поле, переключил все силы на борьбу с Signetics — ещё одной компанией, основанной выходцами из Fairchild спустя всего три месяца после бегства Ласта и Эрни.
Спустя ровно год после основания Amelco компания запустила сверхсовременное (на тот момент) чистое производство площадью около 4500 м² под эпитаксиальный процесс Робертса. Amelco располагала совершеннейшей на то время шестиметровой фотокамерой для фотолитографии, спроектированной Ластом и Льюисом, и новейшей технологией совмещения литографических масок (вскоре ставшей общепринятой в отрасли).
Эрни сосредоточился на доводке до серийного выпуска планарного полевого транзистора с pn-переходом, который стал самым коммерчески успешным продуктом Amelco. Впервые в отрасли, фирма вывела на рынок согласованные пары полевых транзисторов, и (пока ещё гибридный) операционный усилитель со входным каскадом на полевых транзисторах. Ласт настаивал на переходе от дискретных транзисторов — к монолитным ИС. К 1964 году Amelco предлагала заказчикам около тридцати таких ИС, став на короткое время первым и крупнейшим их поставщиком. На компанию работало около семисот человек. Новые приборы поставлялись как сторонним околовоенным заказчикам (Honeywell, General Dynamics и т. п.), так и собственным радиотехническим подразделениям Teledyne. Ласт и Эрни напрямую выходили на Пентагон, продвигая новые концепции непосредственно пользователям оружия .
Однако выбранная модель бизнеса оказалась порочна: работа на ВПК была вовсе не такой прибыльной, как ожидалось. При крохотных объёмах выпуска военных серий выход годных ИС был непозволительно низким. Для повышения производительности требовались массовые заказы и массовые серии, которые плохо вписывались в бизнес-план Teledyne. В 1962 году фирма оказалась на грани краха из-за военной реформы Макнамары и оттока заказчиков, при этом акционеры требовали от Amelco и зарабатывать средства самостоятельно, и поддерживать за свой счёт другие звенья конгломерата. В режиме жесточайшей экономии Эрни сумел запустить ещё одну производственную площадку, предназначенную для работы на массовый рынок. К этому времени он фактически замкнул управление Amelco на себя, а Ласт сосредоточился на опытно-конструкторской работе. Ласт довёл до мелкосерийного выпуска гибридные ИС медицинской телеметрии для программы «Аполлон» и системы управления вертолётами IHAS. Акционеры остались недовольны, и Козмецки привёл в компанию нового управляющего. Эрни предпочёл уйти из Amelco и основал конкурирующую фирму на деньги Union Carbide (Union Carbide Electronics).
Несмотря на уход Эрни (а, быть может, благодаря ему) финансовое положение Amelco стабилизировалось. Продажи 1964 почти удвоились по сравнению с 1963 годом, в 1965 году Amelco заработала первую прибыль.. Вертолётный контракт на систему IHAS вывел из кризиса Amelco и Teledyne в целом, акции Teledyne взлетели в цене. В 1963—1965 годах Teledyne активно строил конгломерат, скупая десятки мелких перспективных бизнесов. Купив микроэлектронные компании Nexus и Philbrick (см. Джордж Филбрик) и объединив их и Amelco в Teledyne Philbrick Nexus, Синглтон и Козмецки наконец-то решили проблему экономики мелких серий. Вместе с Philbrick новой компании достался малоизвестный тогда инженер-электронщик Боб Пиз. На его разработках Amelco выпустила целую линейку операционных усилителей и первый в мире интегральный аналого-цифровой преобразователь.
Производство микросхем под маркой Amelco продолжалось в течение всех 1970-х годов. Ядро компании, несмотря на многочисленные слияния и поглощения, сохранилось — Teledyne Philbrick Nexus стала Teledyne Components, затем TelCom Semiconductor, и затем вошла составной частью в состав Microchip Technology.